# Beta Canis Minoris
Beta Canis Minoris (β CMi / β Canis Minoris) é a segunda estrela mais brilhante da constelação de Canis Minor, com uma magnitude aparente de 2,89. Tem o nome tradicional Gomeisa. Com base em medições de paralaxe, está localizada a aproximadamente 162 anos-luz (49,6 parsecs) da Terra.
O espectro de Beta Canis Minoris corresponde a uma classificação estelar de B8 Ve. A classe de luminosidade 'V' indica que é uma estrela da sequência principal, o que significa que está gerando energia através da fusão de hidrogênio em seu núcleo. Está irradiando essa energia de sua atmosfera externa a uma temperatura efetiva de 12 050 K, o que dá a ela o brilho azul-branco típico de estrelas de classe B. Tem 3,5 vezes a massa e o raio do Sol. Sua idade estimada é de cerca de 160 milhões de anos.
Como muitas estrelas de classe B, Beta Canis Minoris está rotacionando rapidamente, com uma velocidade de rotação projetada de 210 km/s, o que é apenas o limite inferior da verdadeira velocidade de rotação. Tem um período de rotação de cerca de um dia. Essa rápida rotação faz que Beta Canis Minoris tenha um fino disco circunstelar de material gasoso ejetado da estrela, o que significa que é uma estrela Be que apresenta linhas de emissão, conforme indicado pela notação 'e' na classificação estelar. Esse disco gasoso é quente tem cerca de três vezes o raio da estrela.
Beta Canis Minoris apresenta uma pequena variação no brilho, variando de magnitude entre 2,84 e 2,92, sendo uma variável Gamma Cassiopeiae. Observações com o telescópio espacial MOST mostram que as variações do brilho têm um padrão cíclico formado por várias frequências sobrepostas, sendo que as duas principais frequências são de 3,257 e 3,282 ciclos por dia. Assim, Beta Canis Minoris pertence a uma classe chamada estrelas Be pulsantes lentas, ou SPBe.